# Иларион (Пушкариу)
Епи́скоп Иларио́н (в миру Букур Пушкариу, рум. Bucur Pușcariu; 5 сентября 1842, Соходол-Бранул, жудец Брашов — 8 сентября 1922, Сибиу) — епископ Румынской православной церкви, епископ Фэгэрашский, викарий Сибиуской архиепископии. Почётный член Румынской Академии (1916).

## Биография
Обучался в гимназиях в Брашове (1855—1859) и Сибиу (1860—1864), параллельно посещая курсы богословского института в Сибиу (1861—1864). Продолжил обучение в Венском университете (1864—1869), где в 1869 году получил докторскую степень по философии.
Секретарь Сибиуской архиепископии. Диакон (1869), священник (1870); профессор библеистики, церковной истории, нравственного богословия и румынского языка в теологическо-педагогическом институте в Сибиу (1870—1878).
В 1874 году принял монашество в Монастыре Ходош-Бодрог с именем Иларион. Возведён в сан протосинкелла (1874), затем архимандрита (1886); асессор архиепископа (1878—1889), затем викарий Сибиуской архиепископии (1889—1922).
В 1877—1889 годы председатель отделения «Астры» в Сибиу. В 1889—1901 годы вице-президент «Астры».
Он издавал школьные учебники, работы по светской и церковной истории; он редактировал документы, сотрудничал с рядом румынских периодических изданий в Трансильвании (в первую очередь с «Telegraful Român», «Foişoară» он написал в год (1876—1877) и с румынской энциклопедией (3 тома, Сибиу, 1898—1904).
3 октября 1921 года был рукоположен в титулярного епископа Фэгэрашского, викарного архиерея Сибиуской архиепископии. Хиротонию совершили: митрополит Трансильванский Николай (Бэлан), епископ Арадский Иоанн (Папп), епископ Карансебешский Иосиф (Бэдеску) и епископ Орадский Роман (Чорогарю).
Скончался 8 сентября 1922 в Сибиу.